# Camponotus angusticollis
Camponotus angusticollis es una especie de hormiga del género Camponotus, tribu Camponotini. Fue descrita científicamente por Jerdon en 1851.
Se distribuye por la región indomalaya, en Bangladés, Borneo, India, Indonesia, Malasia, Nepal y Sri Lanka.